# Johann C. Lindenberg
Johann C. Lindenberg (* 1946 in Mecklenburg) ist ein deutscher Manager und Verbandsfunktionär. Er war 33 Jahre bei Unilever tätig, davon 1998 bis 2005 als Deutschlandchef, und leitete den Markenverband.

## Leben
Lindenberg studierte Volkswirtschaft. und wechselte 1972 als Management-Trainee zu Unilever. Dort war er 33 Jahre lang. 1996 kam er in die Geschäftsführung von Langnese-Iglo und war von 1998 bis 2005 Vorsitzender der Geschäftsführung von Unilever Deutschland GmbH sowie von Unilever Bestfoods Deutschland.
Er war Vorstand in der Bundesvereinigung der deutschen Ernährungsindustrie und Präsident des Markenverbandes.
Er sitzt in sechs Aufsichtsräten, unter anderem bei Gruner + Jahr, Praktiker, der Elbphilharmonie Hamburg Bau GmbH & Co. KG, bei der Hamburg Messe und Congress GmbH und bei Esso Deutschland.
Seit 2007 ist er Mitglied des Hamburger Hochschulrates. Er ist Vorsitzender des Landeskuratoriums Hamburg/Schleswig-Holstein des Stifterverbandes für die Deutsche Wissenschaft.
Lindenberg lebt mit seiner Frau in Hamburg.